# Самбекское сельское поселение
Самбекское сельское поселение — муниципальное образование в Неклиновском районе Ростовской области.
Административный центр поселения — село Самбек.

## Административное устройство
В состав Самбекского сельского поселения входит:
- село Самбек;
- хутор Курлацкий;
- хутор Некрасовка;
- хутор Сужено.

## Население
| 2010  | 2012  | 2013  | 2014  | 2015  | 2016  | 2017  |
| ----- | ----- | ----- | ----- | ----- | ----- | ----- |
| 3108  | ↗3142 | ↗3192 | ↗3220 | ↗3259 | ↗3286 | ↗3312 |
| 2018  | 2019  | 2020  | 2021  |       |       |       |
| ↗3336 | ↘3299 | ↘3272 | ↗3281 |       |       |       |